# 新科斯強季尼夫卡 (布拉特西克區)
47°48′23″N 31°46′33″E / 47.80639°N 31.77583°E
新科斯強季尼夫卡（烏克蘭語：Новокостянтинівка），是烏克蘭南部的村莊，隸屬尼古拉耶夫州的沃茲涅先斯克區。該村始建於1872年，面積1.92平方公里，海拔高度117米，2001年人口892，人口密度每平方公里464.6人。